# Bernhard Gille

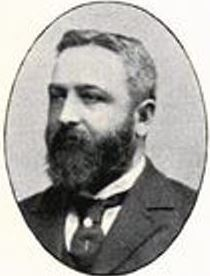
Bernhard Gille.

Carl Bernhard Gille, född 31 mars 1850 i Älvkarleby socken, Uppsala län, död 23 oktober 1918 i Ljungby församling, Kalmar län, var en svensk läkare.
Gille blev student vid Uppsala universitet 1870, medicine kandidat 1879 och medicine licentiat vid Karolinska institutet i Stockholm 1885. Han var distriktsläkare i Ljusne distrikt i Gävleborgs län 1885–1891 och extra provinsialläkare där 1891–1894, andre bataljonsläkare vid Hälsinge regemente i Mohed 1891–1893 och provinsialläkare i Söderåkra distrikt i Kalmar län 1894–1912. Han var under sina sista år bosatt i Ljungbyholm.
Samtidigt med att Gille efterträdde Bernhard Milenius som distriktsläkare i Ljusne inrättades där en sjukstuga och en utbildad sjuksköterska anställdes. Detta skedde på initiativ av grevinnan Wilhelmina von Hallwyl, som hade ansvar för sjukstugans ledning och ekonomi. Sjukstugan inrättades i en ombyggd tidigare arbetarbostad och rymde sex patienter. Endast medicinska fall behandlades, kliniska sändes till det två mil bort belägna Söderhamns lasarett, en på den tiden besvärlig och tidsödande transport på dåliga och svårframkomliga vägar. Kort därefter tillkom även en privat epidemisjukstuga för ett tiotal patienter. Han efterträddes i Ljusne av Henrik Atterström.